# 年令別どうようシリーズ
『年令別どうようシリーズ』（ねんれいべつどうようシリーズ）は、1990年9月1日に日本コロムビアから発売された、童謡のコンピレーション・アルバムのシリーズ。

## 概要
0才児から5才児までの子供を対象とした童謡を年齢別に1枚24曲ずつ収録し、全5枚で合計120曲収録したコンピレーション・アルバム。

## 作品

### 年令別どうよう 0〜1才 ぞうさん
- 規格商品番号は、COCC-6661。
- 1.ぞうさん
- 2.さっちゃん
- 3.ちょうちょう
- 4.チューリップ
- 5.はと
- 6.おうま
- 7.アイアイ
- 8.ぶんぶんぶん
- 9.ぶうぶうぶう
- 10.ひらいたひらいた
- 11.おはながわらった
- 12.むすんでひらいて
- 13.まっててね
- 14.赤い鳥小鳥
- 15.かたつむり
- 16.いとまきのうた
- 17.どんなかお
- 18.おとうさんもはだかんぼう
- 19.ふたあつ
- 20.あがり目さがり目
- 21.ずいずいずっころばし
- 22.だるまさん
- 23.パジャマでおじゃま
- 24.はみがきじょうずかな

### 年令別どうよう 1〜2才 おはなしゆびさん
- 規格商品番号は、COCC-6662。
- 1.おはなしゆびさん
- 2.ふしぎなポケット
- 3.かわいいかくれんぼ
- 4.汽車ぽっぽ
- 5.かわいい魚やさん
- 6.七つの子
- 7.ことりのうた
- 8.とんでったバナナ
- 9.ぼくのミックスジュース
- 10.ないしょ話
- 11.おなかのへるうた
- 12.手をつなごう
- 13.わらいごえっていいな
- 14.アイスクリームのうた
- 15.ドロップスのうた
- 16.おにぎりころりん
- 17.あさいちばん早いのは
- 18.あさおきたん
- 19.とけいのうた
- 20.くじらのとけい
- 21.ラリルレロボット
- 22.あらどこだ
- 23.バナナのおやこ
- 24.ちょんまげマーチ

### 年令別どうよう 2〜3才 いぬのおまわりさん
- 規格商品番号は、COCC-6663。
- 1.いぬのおまわりさん
- 2.どんぐりころころ
- 3.きみのなまえ
- 4.げんこつやまのたぬきさん
- 5.こぶたぬきつねこ
- 6.ねこふんじゃった
- 7.とんぼのめがね
- 8.あめふりくまのこ
- 9.おつかいありさん
- 10.もりのくまさん
- 11.やぎさんゆうびん
- 12.しゃぼん玉
- 13.春よこい
- 14.メリーさんのひつじ
- 15.ぽかぽかてくてく
- 16.めだかの学校
- 17.おんまはみんな
- 18.ツッピンとびうお
- 19.うみ
- 20.おふろのうた
- 21.てるてる坊主
- 22.夕やけ小やけ
- 23.キラキラぼし
- 24.ゆりかごのうた

### 年令別どうよう 3〜4才 おもちゃのチャチャチャ
- 規格商品番号は、COCC-6664。
- 1.おもちゃのチャチャチャ
- 2.北風小僧の寒太郎
- 3.はしれちょうとっきゅう
- 4.ぼくは電車
- 5.ちかてつ
- 6.はたらくくるま1
- 7.いっぽんでもニンジン
- 8.大きな栗の木の下で
- 9.山の音楽家
- 10.赤とんぼ
- 11.からすの赤ちゃん
- 12.やまのワルツ
- 13.たいこのおけいこ
- 14.マーチング・マーチ
- 15.五匹のこぶたとチャールストン
- 16.ボログツブギ
- 17.証城寺のたぬきばやし
- 18.ぼうが一本あったとさ
- 19.お誕生日のうた
- 20.せんせいとおともだち
- 21.みんなでたんじょうび
- 22.おべんとうばこのうた
- 23.おなかがいっぱい
- 24.のりたいでんしゃはしるきかんしゃ

### 年令別どうよう 4〜5才 99のうた
- 規格商品番号は、COCC-6665。
- 1.99のうた
- 2.一年生になったら
- 3.手のひらを太陽に
- 4.ドレミのうた
- 5.ホ!ホ!ホ!
- 6.線路はつづくよどこまでも
- 7.ごんべさんの赤ちゃん
- 8.ロンドン橋
- 9.かえるのうた
- 10.A・B・Cのうた
- 11.山口さんちのツトム君
- 12.思い出のアルバム
- 13.南の島のハメハメハ大王
- 14.ふねがゆく
- 15.ヤンチャリカ
- 16.クラリネットをこわしちゃった
- 17.ヘンなABC
- 18.すうじのうた
- 19.そらとぶなかま
- 20.ぶらんこ
- 21.おじいちゃんていいな
- 22.ちいさい秋見つけた
- 23.大きな古時計
- 24.ありがとう・さようなら